# حزقيال أغيري
حزقيال أغيري (بالإسبانية: Juan Aguirre)‏ هو موسيقي وعازف قيثارة إسباني، ولد في 11 فبراير 1969 في سان سيباستيان في إسبانيا.

## وصلات خارجية
- الموقع الرسمي
- حزقيال أغيري على موقع IMDb (الإنجليزية)
- حزقيال أغيري على موقع ميوزك برينز (الإنجليزية)
- حزقيال أغيري على موقع ديسكوغز (الإنجليزية)
- حزقيال أغيري على موقع قاعدة بيانات الفيلم (الإنجليزية)